# Телингатер, Бенедикт Рафаилович
Бенедикт Рафаилович Телингатер (псевдоним: Бено; 1876, Монастырище, Киевская губерния — 1964, Батуми) — российский и советский театральный художник, график и дизайнер. Заслуженный деятель искусств Грузинской ССР (1956).
Профессиональный художник юмористических журналов и признанный специалист по художественной отделке интерьеров частных особняков и общественных зданий.

## Биография
Родился в 1876 году в Монастырище Липовецкого уезда (сейчас Черкасская область Украины) в еврейской семье. Выходец из бедной местечковой семьи, с ранних лет он был вынужден зарабатывать себе на хлеб. Одновременно с этим упорно осваивал специальность художника-декоратора в Одесском художественном училище, а затем — в передвижной театральной труппе Гайдебурова.
Многие годы Б. Р. Телингатера работал по оформлению интерьеров тифлисских домов, декоратором в бакинских театрах. Альфрейные росписи в человеческий рост и обманки — тромплеи кисти художника Бено и сегодня уцелели в интерьерах особняков и парадных подъездах доходных домов. Его росписи сохранились в подъезде жилого дома № 18 по улице Табидзе (бывший проспект Плеханова, 93), дом постройки 1911 года. Принадлежал он семье фабрикантов Сейлановых, шестерым братьям, владельцам табачной фабрики в Тифлисе. Росписи представляют собой четыре панно с символическим изображением России, Азии, Африки и Америки и исполнены в технике масляных красок по штукатурке, подписаны и датированы 1911 годом. В живописные рамки барочного характера заключены композиции с группами людей, зверей и животных.
Художник Бено Телингатер продолжил свою деятельность и в Баку, куда с женой Саррой Ицковной Минцер, сыновьями Моней (Соломон) и Долей (Адольфом) переехал в 1910 году. Здесь сотрудничал с сатирическими журналами «Джигит», «Занбур» («Оса»), «Мир-Ат» («Зеркало»), «Келният» («Идите мысли») и др. Участвовал в создании первых орденов и медалей Азербайджанской Демократической Республики, наряду с А. Азимзаде, А. Алиевым и О. Шмерлингом.
В первые годы cоветской власти в Азербайджане Б. Р. Телингатер, вместе с художниками А. Азимзаде, Н. М. Кочергиным, С. М. Городецким, В. И. Тер-Погосовым, С. Б. Телингатером, К. Быковым, Н. М. Герасимовым, был организатором и активным участником агитационно-массовой работы по выпуску плакатов. Плакаты печатались как в Баку, так и в Москве. Он также рисовал карикатуры и иллюстрации для журналов «Молла Насреддин», «Ени кенд», «Шарк гадыны». Автор первых марок и второго герба Азербаджанской ССР в 1927—1931 гг.
Умер в 1964 году в Батуми, где проживал в последние годы жизни.

## Семья
- Жена — Сарра Ицковна Телингатер, в девичестве Минцер из Елисаветграда[3].
- Сын — Соломон Бенедиктович Телингатер (1903—1969) — советский живописец и график, создатель ряда наборных и заголовочных шрифтов[3].
- Сын — Адольф Бенедиктович Телингатер (1905[2]—?)[3].
- Сын — Евгений Бенедиктович Телингатер (1918—?)[2].